# Canadapsis perfecta
Espèce
Synonymes
- Canadaspis perfecta
- Hymenocaris perfecta

Canadapsis perfecta (ou Canadaspis perfecta) est une espèce éteinte de Mandibulés datant du Cambrien moyen (il y a environ 505 Ma (millions d'années). Il a été découvert dans la formation géologique des schistes de Burgess où il est très bien représenté (4 500 spécimens). Canadapsis perfecta est considéré comme le premier ancêtre des Crustacés (dont les crabes).

## Description
La créature avait une « queue » segmentée, un corps partiellement couvert par une coquille chitineuse (carapace), et un certain nombre de pattes et d’ailerons. Benthique, Canadaspis perfecta se déplaçait principalement par la marche et creusait dans la boue à la recherche de sa nourriture. Une fois la nourriture obtenue, il utilisait sa mâchoire inférieure pour capturer de plus grandes particules.